# Sven Liebold
Sven Liebold (* 10. Juni 1980) ist ein ehemaliger deutscher Basketballspieler.

## Laufbahn
Der 1,88 Meter große Aufbauspieler, der als guter Verteidiger bekannt war, kam aus der Jugend des SV 03 Tübingen in die Herrenmannschaft, mit der er in der Saison 2000/01 den Aufstieg von der 2. Basketball-Bundesliga in die Basketball-Bundesliga schaffte. Im Bundesliga-Spieljahr 2001/02 bestritt er 30 Partien für Tübingen und erreichte einen Mittelwert von 4,3 Punkten je Begegnung. Allerdings verpasste Liebold mit Tübingen in dieser Saison den Verbleib in der Bundesliga, nach dem Abstieg ging er noch 2002/03 in der zweiten Liga für die Mannschaft an den Start, zur Saison 2003/04 zog er sich in die Regionalliga zurück und verstärkte dort den TV Rottenburg, 2004 wechselte er zur TSG Reutlingen.